# Бернардіно Дзаппоні
Бернарді́но Дзаппо́ні (італ. Bernardino Zapponi; нар. 4 вересня 1927, Рим, Італія — пом. 11 лютого 2000, там же) — італійський кінодраматург і письменник-новеліст.

## Біографія
Бернардіно Дзаппоні народився 4 вересня 1927 року в Римі, Італія. Свою літературну кар'єру починав у двох відомих італійських сатиричних журналах Orlando і Marc'Aurelio. З початку 1950-х років написав безліч текстів для радіотрансляцій RAI, особливо для естрадних програм. 1958 року заснував часопис Il Delatore (укр. Донощик). У 1960-61 роках працював на телебаченні.
Перший кіносценарій Бернардіно Дзаппоні написав у 1951 році для фільму Маріо Сольдаті «Мене занапащає любов».
Починаючи з 1968 року Дзаппоні разом з Федеріко Фелліні брав участь у створенні сценаріїв декількох його фільмів: «Тоббі Дамміт» (новела у фільмі «Три  кроки в  маренні» (1968), «Сатирикон» (1969), «Клоуни» (1970), «Рим» (1972), «Казанова Федеріко Фелліні» (1976, номінація на премію «Оскар» в категорії за найкращий адаптований сценарій).
Дзаппоні писав також сценарії для фільмів Діно Різі, Мауро Болоньїні, Даріо Ардженто, Маріо Монічеллі, Тінто Брасса та ін.
На честь Дзаппоні в 2006 році в Італії засновано «Національну премію Бернардіно Дзаппоні» (італ. Premio Nazionale Bernardino Zapponi) яку присуджують у царині кіно за створення найкращих короткометражних фільмів.

## Фільмографія
| Рік  |     | Назва українською                 | Оригінальна назва                    | Примітки   |
| ---- | --- | --------------------------------- | ------------------------------------ | ---------- |
| 1951 |     | Мене занапащає любов              | È l'amor che mi rovina               | і сюжет    |
| 1967 |     | Відьми                            | Le streghe                           |            |
| 1968 |     | Каприз по-італійськи              | Capriccio all'italiana               |            |
| 1968 |     | Три кроки в маренні               | Histoires extraordinaires            | адаптація  |
| 1969 |     | Роздягаючи очима                  | Vedo nudo                            |            |
| 1969 |     | Сатирикон Фелліні                 | Fellini — Satyricon                  | адаптація  |
| 1970 |     | Бандит                            | O Cangaçeiro                         |            |
| 1970 | т/ф | Клоуни                            | I clowns                             |            |
| 1970 |     | Дружина священика                 | La moglie del prete                  | і сюжет    |
| 1970 |     | Пишність і убогість пані Рояль    | Splendori e miserie di Madame Royale |            |
| 1972 |     | Рим                               | Roma                                 | і сюжет    |
| 1973 |     | Кусай і тікай                     | Mordi e fuggi                        |            |
| 1973 |     | Зоряний пил                       | Polvere di stelle                    |            |
| 1974 | т/с | Мойсей                            | Moses the Lawgiver                   |            |
| 1975 |     | Криваво-червоне                   | Profondo rosso                       |            |
| 1975 |     | Леонор                            | Leonor                               |            |
| 1975 |     | Древніми східцями                 | Per le antiche scale                 |            |
| 1975 |     | Качка під апельсиновим соусом     | L'anatra all'arancia                 |            |
| 1976 |     | Білі телефони                     | Telefoni bianchi                     | і сюжет    |
| 1976 |     | Казанова Федеріко Фелліні         | Il Casanova di Federico Fellini      |            |
| 1976 |     | Слабкі поцілунки, підступні ласки | Languidi baci, perfide carezze       |            |
| 1976 |     | Загублена душа                    | Anima persa                          |            |
| 1976 |     | Божевільний страх                 | E tanta paura                        |            |
| 1977 |     | Нові чудовиська                   | I nuovi mostri                       | і сюжет    |
| 1979 |     | Пробка — неймовірна історія       | L'ingorgo                            |            |
| 1979 |     | Дорогий тато                      | Caro papà                            |            |
| 1980 |     | Місто жінок                       | La città delle donne                 | оповідання |
| 1981 |     | Хабібі, любов моя                 | Habibi, amor mío                     |            |
| 1981 |     | Привид кохання                    | Fantasma d'amore                     |            |
| 1981 |     | Запашний горох                    | Piso pisello                         | і сюжет    |
| 1981 |     | Ніхто не досконалий               | Nessuno è perfetto                   |            |
| 1981 |     | Маркіз дель Грілло                | Il marchese del Grillo               | оповідання |
| 1982 |     | Секс — і залюбки                  | Sesso e volentieri                   |            |
| 1982 |     | Бог їх створює, а потім спарює    | Dio li fa e poi li accoppia          | і сюжет    |
| 1983 |     | Будьте добрими… якщо зможете      | State buoni… se potete               | і сюжет    |
| 1983 |     | Цей і той                         | Questo e quello                      |            |
| 1984 | т/ф | Життя триває                      | …e la vita continua                  |            |
| 1985 |     | Він гірший за мене                | Lui è peggio di me                   | і сюжет    |
| 1985 |     | Паранормальне явище               | Sono un fenomeno paranormale         |            |
| 1987 |     | Ріміні, Ріміні                    | Rimini Rimini                        |            |
| 1987 |     | У багатих свої звички             | Roba da ricchi                       |            |
| 1987 |     | Тереза                            | Teresa                               |            |
| 1989 | т/ф | Дві жінки                         | La ciociara                          | телеп'єса  |
| 1990 |     | Прошу не турбуватися              | Tolgo il disturbo                    | оповідання |
| 1990 |     | Паприка                           | Paprika                              |            |
| 1991 |     | Усі леді роблять це               | Così fan tutte                       |            |
| 1992 |     | Черешневий сад                    | Il giardino dei ciliegi              |            |
| 1994 |     | Італійське диво                   | Miracolo italiano                    |            |
| 1996 |     | Молоді і красиві                  | Giovani e belli                      |            |
| 2000 |     | Візьміть гарну посмішку           | Fate un bel sorriso                  |            |

## Визнання
| Нагороди та номінації Бернардіно Дзаппоні | Нагороди та номінації Бернардіно Дзаппоні | Нагороди та номінації Бернардіно Дзаппоні              | Нагороди та номінації Бернардіно Дзаппоні |
| Рік                                       | Категорія                                 | Фільм                                                  | Результат                                 |
| ----------------------------------------- | ----------------------------------------- | ------------------------------------------------------ | ----------------------------------------- |
| Премія «Срібна стрічка»                   |                                           |                                                        |                                           |
| 1970                                      | Найкращий оригінальний сюжет              | Роздягаючи очима (у співавторстві)                     | Номінація                                 |
| 1977                                      | Найкращий сценарій                        | Казанова Федеріко Фелліні (спільно з Федеріко Фелліні) | Номінація                                 |
| 1982                                      | Найкращий сценарій                        | Маркіз дель Грілло (у співавторстві)                   | Перемога                                  |
| Премія «Оскар»                            |                                           |                                                        |                                           |
| 1977                                      | Найкращий сценарій                        | Казанова Федеріко Фелліні (спільно з Федеріко Фелліні) | Номінація                                 |
| Премія «Давид ді Донателло»               |                                           |                                                        |                                           |
| 1982                                      | Найкращий                                 | Запашний горох                                         | Номінація                                 |

## Твори
- Nostra Signora dello Spasimo: l'inquisizione e i sistemi inquisitori, Sugar editore, Siena, 1963.
- Gobal, Longanesi & co., Milano 1967.
- Passione, Milano libri, Milano, 1974.
- Casanova: sceneggiatura originale, G. Einaudi, Torino, 1976.
- Trasformazioni, il melangolo, Genova, 1990.
- Il mio Fellini, Marsilio, Venezia 1995.